# Capbreton
Capbreton è un comune francese di 8 148 abitanti situato nel dipartimento delle Landes nella regione della Nuova Aquitania.
È un antico porto di pesca e fa parte della regione naturale della Maremne. Nel suo territorio comunale ha il suo estuario il fiume Boudigau.

## Società

### Evoluzione demografica
Abitanti censiti